# North American F-82 Twin Mustang
O North American F-82 Twin Mustang foi um avião de dupla fuselagem da Força Aérea dos Estados Unidos produzido para o pós Segunda Guerra Mundial em 1945, foi o último avião da Força Aérea com motor a pistão, foi baseado no P-51 Mustang, foi utilizado principalmente na Guerra da Coreia.

## Características
Dados de: GlobalSecurity.org
- Pilotos: 2
- Comprimento: 42 ft 9 in (12.93 m)
- Envergadura: 51 ft 3 in (15.62 m)
- Altura: 13 ft 10 in (4.22 m)
- Área da asa: 408 ft² (37.90 m²)
- Peso vazio: 15,997 lb (7,271 kg)
- Peso máximo de decolagem: 25,591 lb (11,632 kg)
- Motores: 2 × Allison V-1710-143/145 counter-rotating liquid-cooled V12, 1,380 hp takeoff (1,029 kW cada) cada

### Performance
- Velocidade máxima: 482 mph (400 kn, 740 km/h) a 21000 ft (6400 m)
- Distância máxima: 2350 mi (1950 nmi, 3605 km)
- Altitude de serviço: 38.900 ft (11.855 m)

### Armamento
- Armas: 6 × .50 in (12.7 mm) Browning M3 machine guns[24]
- Foguetes: 25 × 5 in (127 mm) rockets
- Bombas: 4,000 lb (1,800 kg)